# Pangrang
Pangrang (nepalski: पाङराङ) – gaun wikas samiti w zachodniej części Nepalu w strefie Dhawalagiri w dystrykcie Parbat. Według nepalskiego spisu powszechnego z 2001 roku liczył on 543 gospodarstw domowych i 2689 mieszkańców (1462 kobiet i 1227 mężczyzn).